# Homo Erraticus
Homo Erraticus es el sexto álbum de estudio del músico escocés Ian Anderson. Publicado el 14 de abril de 2014, Homo Erraticus es un álbum conceptual que presenta leves conexiones con el disco Thick as a Brick de Jethro Tull, publicado en 1972, pues nuevamente se le acreditan las letras al personaje ficticio de Gerald Bostock. Tras ubicarse en la decimocuarta posición en la lista UK Albums Chart, el álbum se convirtió en la producción más exitosa de Anderson como solista.

## Lista de canciones
Todas las canciones escritas por Ian Anderson y Gerald Bostock. El álbum está dividido en tres secciones – "Chronicles", "Prophecies" y "Revelations".
| Chronicles |                                                |          |  |
| N.º        | Título                                         | Duración |  |
| 1.         | «Doggerland (7000 BCE)»                        | 4:20     |  |
| 2.         | «Heavy Metals (750 BCE – 43 CE)»               | 1:29     |  |
| 3.         | «Enter the Uninvited (43 CE – 410 CE – 1960!)» | 4:12     |  |
| 4.         | «Puer Ferox Adventus (313 – 600 CE)»           | 7:11     |  |
| 5.         | «Meliora Sequamur (1100s)»                     | 3:32     |  |
| 6.         | «The Turnpike Inn (1750)»                      | 3:08     |  |
| 7.         | «The Engineer (1847)»                          | 3:12     |  |
| 8.         | «The Pax Britannica (1815 – 1914)»             | 3:05     |  |

| Prophecies |                                     |          |  |
| N.º        | Título                              | Duración |  |
| 9.         | «Tripudium Ad Bellum (1914 – 1939)» | 2:48     |  |
| 10.        | «After These Wars (1950s)»          | 4:28     |  |
| 11.        | «New Blood, Old Veins (1960s)»      | 2:31     |  |

| Revelations |                                    |          |  |
| N.º         | Título                             | Duración |  |
| 12.         | «In for a Pound (2013)»            | 0:36     |  |
| 13.         | «The Browning of the Green (2014)» | 4:05     |  |
| 14.         | «Per Errationes Ad Astra (2024)»   | 1:33     |  |
| 15.         | «Cold Dead Reckoning (2044)»       | 5:28     |  |

## Créditos
- Ian Anderson – voz, flauta, guitarra
- Florian Opahle – guitarra eléctrica
- John O'Hara – piano, órgano, teclados, acordeón
- David Goodier – bajo
- Scott Hammond – batería, percusión
- Ryan O'Donnell– voces adicionales